# Saldo
Het saldo (mv. saldo's of saldi) is het verschil tussen wat men (bijvoorbeeld aan gelden) heeft ontvangen en wat men heeft uitgegeven. Is dit verschil positief (er is nog wat over) dan spreekt men van een batig saldo, is het negatief (er is een tekort) wordt van een nadelig saldo gesproken.

## Bank
Het banksaldo geeft aan hoeveel geld er op de bank staat, meer in het bijzonder op de bankrekening. Een positief saldo is een vorderingsrecht op de bank.
Banken staan vaak toe dat er in het rood wordt gestaan, wat wil zeggen dat er een nadelig saldo is. Zo kan er geld worden opgenomen en kunnen nota's worden betaald. De bank rekent wel kosten aan in het rood staan; in feite is dit rente.

## Sport
In het voetbal heeft elke club een doelsaldo. Het doelsaldo is het verschil tussen het aantal doelpunten wat een ploeg heeft gescoord en het aantal doelpunten wat de ploeg tegen kreeg. De tegendoelpunten worden afgetrokken van de zelf gescoorde doelpunten. Zo ontstaat een saldo. Een doelsaldo kan een doorslaggevende invloed hebben op een rangschikking als die rangschikking op basis van andere criteria niet gemaakt kan worden. Andere criteria die gehanteerd kunnen worden zijn: meest behaalde wedstrijdpunten, het aantal gescoorde doelpunten, het laagste aantal tegendoelpunten, het onderling resultaat van ploegen die gelijkstaan, etc. De volgorde waarin criteria worden toegepast kan per competitie verschillen.